# John O’Sullivan (Ingenieur)

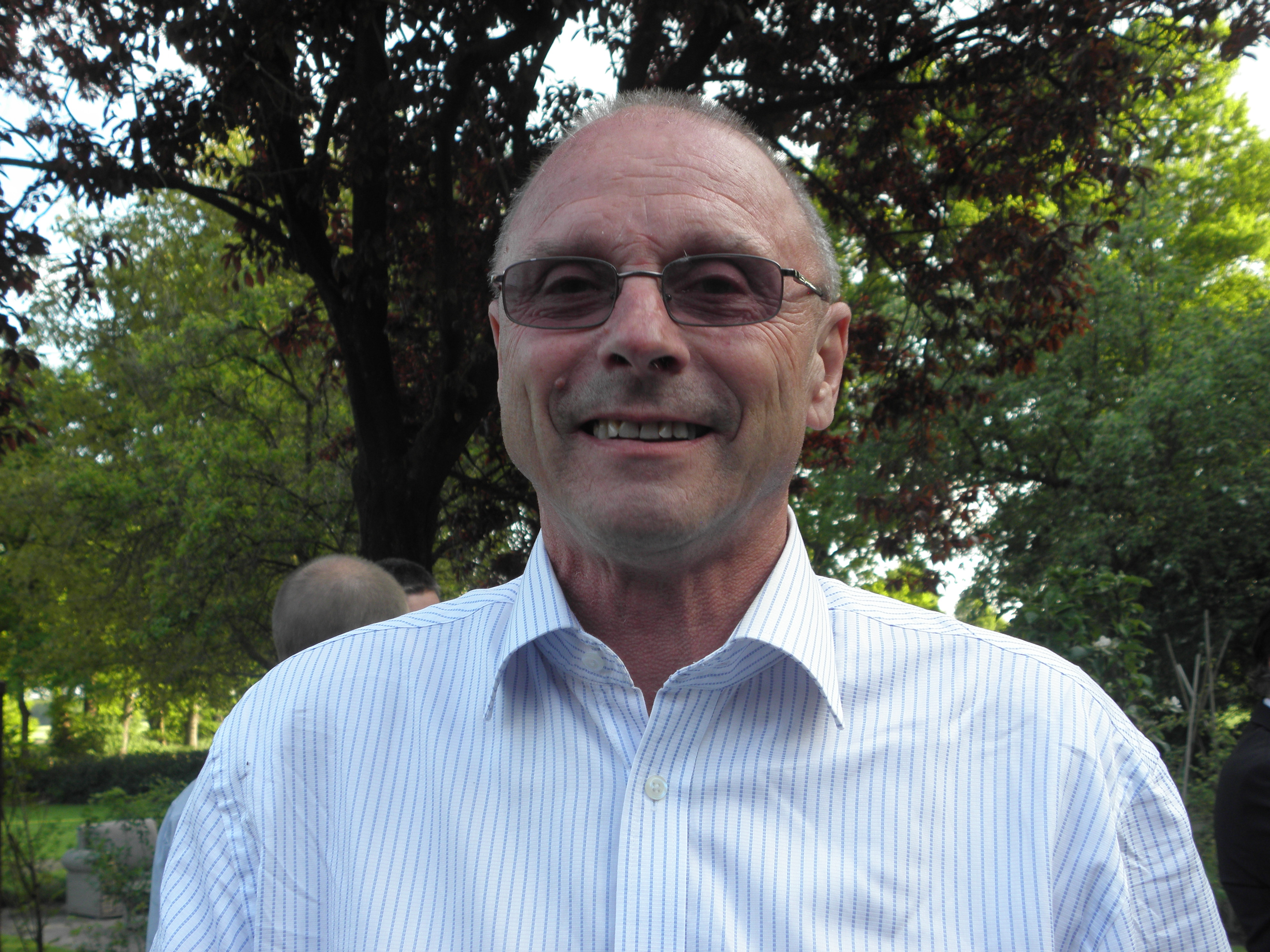
John O’Sullivan (2013)

John O’Sullivan ist ein australischer Elektroingenieur. Er entwickelte eine Technologie, die WLAN schnell und zuverlässig macht und legte damit den Grundstein für das WLAN.

## Leben und Karriere
O’Sullivan studierte in ein Doppelstudium in Physik und Elektrotechnik an der Universität Sydney und schloss 1967 und 1969 seine Bachelor ab. Im Jahr 1974 promovierte er in Radioastronomie. Er entwickelte das Fleurs Synthesis-Radioteleskop, welches zwanzig Jahre lang die Grundlage für die Doktorarbeit an der Fakultät für Elektrotechnik bot.
Nach seiner Arbeit als Leitender Ingenieur bei ASTRON in den Niederlanden, kam er 1983 wieder nach Australien zurück und arbeitete an dem Empfangssysteme des Australia Telescope. Die Arbeit an der Anwendung der Fourier-Transformation in der Radioastronomie, ließ ihn auf die Idee, eine Technologie zu entwickeln, die WLAN schnell und zuverlässig macht.
Diese Technologie wurde von CSIRO patentiert und ist Teil der Wi-Fi-Standards 802.11a, 802.11g und 802.11n. Aus diesem Grund wird O’Sullivan auch die Erfindung von Wi-Fi zugeschrieben. 2009 erhielt O’Sullivan die Medaille des CSIRO-Präsidenten und den Wissenschaftspreis des australischen Premierministers. Unter anderem arbeitet er am Design des australischen Square-Kilometer-Array-Pathfinder-Teleskops, einem Schritt in die Richtung des vorgeschlagenen Square-Kilometer-Array-Teleskops. Er löste Probleme, die von Raumfahrtunternehmen als unlösbar angesehen wurden.
Bis April 2012 hat das CSIRO über 430 Millionen US-Dollar an Lizenzgebühren und Vergleichszahlungen aus der Nutzung dieses Patents als Teil der 802.11-Standards eingenommen. Es ist zu erwarten, dass sich diese Summe durch weitere Klagen gegen andere Parteien auf eine Milliarde US-Dollar erhöht.
Einer seiner Mitarbeiter in der Wi-Fi-Entwicklung war David James Skellern.
2019 kam O’Sullivan zu Morse Micro. Das in Sydney ansässige Unternehmen entwickelt den Wi-Fi-Mikroprozessor der nächsten Generation, der jetzt als Wi-Fi HaLow bekannt ist.
O’Sullivan ist Vater von zwei Kindern.

## Auszeichnungen
- CSIRO-Vorsitzendenmedaille (Wireless Network Team) (2009)
- Preis des Premierministers für Wissenschaft (2009)
- Europäischer Erfinderpreis (2012)
- CSIRO-Vorsitzendenmedaille (ASKAP Phased Array Team) (2015)